# Turda
Turda (deutsch Thorenburg, ungarisch Torda) ist eine Stadt im Kreis Cluj in der Region Siebenbürgen in Rumänien.

## Geographische Lage und Verkehr

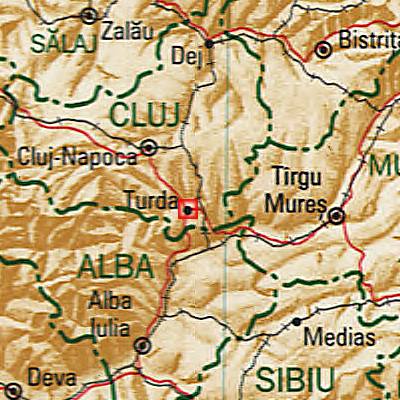
Turda und Nachbarorte: Cluj-Napoca, Zalău, Dej, Bistrița, Târgu Mureș, Mediaș, Alba Iulia, Deva

Turda liegt im Westen vom Siebenbürgischen Becken nordöstlich des Trascău-Gebirges (Munții Trascăului) im historischen Komitat Torda-Aranyos. Am Fluss Arieș – ein rechter Nebenfluss des Mureș (Mieresch) – und an der Europastraße E 60 und E 81, befindet sich Turda etwa 30 Kilometer südöstlich von der Kreishauptstadt Cluj-Napoca (Klausenburg) entfernt. Nach Turda führt die Bahnstrecke Câmpia Turzii–Turda (eine Zweigbahnstrecke der Bahnstrecke Cluj Napoca–Războieni) und von hier weiter führte bis Abrud (Großschlatten) im Motzenland, die 1998 stillgelegte Bahnstrecke Turda–Abrud. Teile dieser Schmalspurbahn werden touristisch genutzt.
Seit etwa Dezember 2010 verläuft bei Turda auch die rumänische A3, die so genannte „Autostrada Transilvania“ (Siebenbürgenautobahn).

## Geschichte
Turda war zuerst ein für die Jahre 106/107 erstmals erwähnter römischer Vicus, bei dem zwischen 168 und 170 das römische Legionslager Potaissa gegründet wurde, um das herum sich Canabae bildeten, die gemeinsam mit dem älteren Vicus schnell zur blühenden Stadt Potaissa heranwuchsen. Die Stadt erhielt im Jahr 193 die Rechte eines Municipiums und kurze Zeit später, um 211/217 die einer Kolonie. Der wirtschaftliche Hintergrund für diese rasante Entwicklung war, dass in der unmittelbaren und weiteren Umgebung in dieser Zeit Salz abgebaut wurde. Schon um 106/107 hatte Kaiser Trajan zwischen Apulum, Potaissa und Napoca eine Straße bauen lassen. Auch nach dem Abzug der römischen Truppen (spätestens bis 275) hatte der Ort weiter Bestand. Zuletzt ist er für das Jahr 533 in den Pandekten urkundlich bezeugt, bevor er im frühen Mittelalter den Wirren der Migrationsbewegungen auf dem Balkan zum Opfer fiel.
1197 wurde die Keimzelle des heutigen Ortes erstmals urkundlich erwähnt. 1278 verschenkte König Ladislaus IV. der Kumane die Salzgruben dem Weißenburger Bistum (heute Alba Iulia). Im Mittelalter galt Turda als Hauptstadt des siebenbürgischen Komitatsbodens. Daher war es der Ort der transsilvanischen Generalversammlung des Adels, die unter dem Vorsitz eines vom ungarischen König aus dem Hochadel eingesetzten Woiwoden stattfand. Dieser Versammlung (universitas nobilium) und Beratungsgremium oblag die oberste Rechtsprechung. Auf dem Thorenburger Landtag im Januar 1568 wurde mit dem Edikt von Torda rechtlich erstmals die (eingeschränkte) Religionsfreiheit in Europa festgelegt.
Seit 1920 gehört die Stadt zu Rumänien, ungarisch- und deutschsprachige Bewohner sind heute gegenüber den ethnischen Rumänen in der Minderheit. Heute ist die Stadt ein wichtiger Standort für Chemieindustrie und Bauwirtschaft.

## Bevölkerung
Die Bevölkerung der Gemeinde entwickelte sich wie folgt:
| 1850 | 8.743  | 1.861  | 6.287  | 155 | 440                |
| 1930 | 21.428 | 8.332  | 10.602 | 532 | 1.962              |
| 1966 | 44.980 | 36.544 | 7.622  | 125 | 689                |
| 1992 | 61.200 | 51.631 | 7.114  | 95  | 2.360              |
| 2002 | 55.887 | 47.442 | 5.618  | 83  | 2.744              |
| 2011 | 47.744 | 36.785 | 3.905  | 35  | 7.019              |
| 2021 | 43.319 | 31.387 | 2.566  | 12  | 9.354 (1.745 Roma) |

Die höchste Einwohnerzahl der heutigen Stadt – und gleichzeitig die der Rumänen – wurde 1992 ermittelt. Die höchste Bevölkerungszahl der Magyaren wurde 1930, die der Roma (2703) wurde 2002 und die der Deutschen (657) wurde 1941 registriert. Ein sprunghafter Anstieg der rumänischen Bevölkerung ist von 1930 bis 1940, eine sprunghafte Abnahme der ungarischen nach 1940 zu verzeichnen. Des Weiteren wurden bei fast jeder Aufnahme Slowaken (höchste Anzahl 149 1930), Serben (höchste Anzahl 12 1930) und Ukrainer (höchste Anzahl acht 1992) registriert.
2002 wurden in Turda auch elf Italiener, zehn Juden, vier Ukrainer, je zwei Türken, Serben, Slowaken, Griechen und Polen und je ein Lipowaner, ein Chinese und ein Armenier gezählt; drei Personen wurden ohne Angaben registriert.

## Sehenswürdigkeiten
- Die Ruinen des römischen Legionslagers,[8] im 2. Jahrhundert auf dem von den Einheimischen Dealul Viilor-Cetăţii genannten Hügel – nahe den alten Salzgruben – errichtet, steht unter Denkmalschutz.[9] Im Sommer 2024 wurden die römischen Hinterlassenschaften in das UNESCO-Weltkulturerbe aufgenommen.
- Die reformierte Kirchenburg in Turda Veche (Altthorenburg): Eine einschiffige gotische Kirche, im 14. Jahrhundert errichtet, wurde im 18. Jahrhundert innen im Barockstil umgebaut. Im 16. Jahrhundert wurden die Ringmauern der Kirche; 1904–1906 der 60 Meter hohe Glockenturm,[10] errichtet, steht unter Denkmalschutz.[9]
- Die katholische Kirche, (nach unterschiedlichen Angaben) 1475–1504[10] oder 1498–1504[5] errichtet, ist eine gotische Saalkirche ohne Turm und war auch Austragungsort des Thorenburger Landtags von 1568.[5] Die Kirche ist 50 Meter lang, 18,20 Meter breit, der Altar 20,20 m lang; sie steht unter Denkmalschutz.[9]
- Die reformierte Kirche in Turda Nouă (Neuthorenburg), (nach unterschiedlichen Angaben) 1504[10][9] oder 1528[5] errichtet, steht unter Denkmalschutz.[9]
- Das heutige Museum der Stadt – der ehemalige Fürstenpalast –, im 15. Jahrhundert errichtet, wurde 1560 vom Fürsten Stephan Báthory umgebaut,[5] steht unter Denkmalschutz.[9]
- Die ehemalige Brauerei, 1756–1814 errichtet; 1880–1911 erweitert, stehen unter Denkmalschutz.[9]
- Ein ehemaliges Kloster und Franziskanerkapelle, 1733 errichtet, 1828–1903 im Barock-Stil erneuert, ist heute Gerichtsgebäude.[5]
- Ein 1601 cm hohes Denkmal – zur Erinnerung an die Ermordung des rumänischen Woiwoden Mihai Viteazul (Michael der Tapfere) im Jahr 1601 –, 1977 an Stelle eines Holzkreuzes von 1923 (befindet sich im Turdauer Museum), errichtet, ist ein Werk von Marius Butunoiu.[10]
- Eine Kopie der Kapitolinischen Wölfin (Lupa Capitolina), 1936 in der str. Nicolae Iorga errichtet, steht unter Denkmalschutz.[9]
- Die Büste von Ioan Rațiu (Werk von Cornel Medrea), 1930 errichtet. Rațius Wohnhaus im 19. Jahrhundert errichtet (str. Ioan Rațiu, nr. 71), stehen unter Denkmalschutz.[9]
- Die Cheile Turzii (Thorenburger Schlucht), liegt etwa acht Kilometer westlich der Stadt.
- Das Salzbergwerk Turda, das neben einem Salzdom eine mehrere Stockwerke hohe Halle aufweist, in der zu besonderen Anlässen sogar Konzerte aufgeführt werden. In einer Kammer gibt es Sitzmöglichkeiten und einen improvisierten Spielplatz für Kinder, da die salzhaltige Luft bei manchen Atemwegserkrankungen Linderung verspricht.

## Städtepartnerschaften
Nach Angaben der offiziellen Webdarstellung, pflegt Turda Partnerschaften mit:
- Angoulême in Frankreich
- Hódmezővásárhely und Bihartorda und Kiskunfélegyháza in Ungarn
- Torda (Торда) in Serbien
- Szydłowiec in Polen

## Söhne und Töchter von Turda
- Dan Anca (1947–2005), Fußballspieler
- Samu von Borbely (1907–1984), ungarisch-deutscher Mathematikprofessor
- Adrian Borza (* 1967), Komponist
- Andreea Cacovean (* 1978), Kunstturnerin
- David Damian (* 2006), Leichtathlet
- Emilian Dolha (* 1979), Fußballspieler
- Miklós Bogáti Fazekas (1548–vermutlich 1603), Lehrer, Schriftsteller und Pfarrer
- Fuego (* 1976), Sänger, Schauspieler, Moderator und Komponist.
- Étienne Hajdú (1907–1996), französischer Bildhauer ungarischer Abstammung
- Miklós Jósika (1794–1865), ungarischer Schriftsteller
- Baruch Kimmerling (1939–2007), israelischer Soziologe
- Mona Muscă (* 1949), Politikerin, Mitglied der Abgeordnetenkammer und Kulturministerin
- Ioan Rațiu (1828–1902), Politiker (Aktivist für rumänisch-nationale Anliegen zur Zeit der Habsburger Monarchie)[12]
- Ion Rațiu (1917–2000), Politiker
- Júlia Sigmond (1929–2020), Schriftstellerin, Schauspielerin und Esperantistin
- János Thordai (1597–1636), ungarisch-siebenbürgischer Übersetzer und unitarischer Theologie
- Moise Vass (1920–2005), Fußballspieler